# Quercus tsinglingensis
Quercus tsinglingensis är en bokväxtart som beskrevs av Shou Lu Liou, Shi Zeng Qu och Weng Hui Zhang. Quercus tsinglingensis ingår i släktet ekar, och familjen bokväxter. Inga underarter finns listade i Catalogue of Life.